# Pig Destroyer
Pig Destroyer fue una banda estadounidense de grindcore formada en 1997 en Alexandria, Virginia. La banda fue formada por el vocalista JR Hayes, el guitarrista Scott Hull y el baterista John Evans. A lo largo de la historia anterior de la banda, eran un grupo de tres piezas hasta que el sampler Blake Harrison se unió en 2006, en particular no tenían bajista hasta la inclusión de John Jarvis en 2013, y pasaron por 2 bateristas anteriores con el papel que actualmente ocupa Adam Jarvis. Pig Destroyer es una de las bandas de grindcore más conocidas en el género debido a las letras poéticas de Hayes, la incorporación de Hull de influencias thrash, punk y doom en la composición de canciones y el trabajo técnico de batería.

## Biografía
La banda se formó en 1997 tras la ruptura de una banda de hardcore político de corta duración, Treblinka, con 2 ex miembros de dicha banda, el vocalista JR Hayes ( Enemy Soil ), el guitarrista Scott Hull ( Agoraphobic Nosebleed, Japanese Torture Comedy Hour, ex - Anal Cunt ), y el baterista John Evans, quien dejó la banda por una escuela no especificada poco después de la formación de la banda. Después de la partida de Evans, pronto fue reemplazado por Brian Harvey.
En una entrevista, Scott Hull afirma que eligieron el nombre de la banda con el criterio de que era insultante, pero algo más creativo que el nombre de su última banda, Anal Cunt. Al decidir que "Cop Killer" o "Cop Destroyer" no tendrían tacto, finalmente se decidieron por "Pig Destroyer" ("cerdo" es un término peyorativo de la jerga estadounidense para la policía ). Derivado de una fuente no musical tan extrema como el sonido de la banda, el logotipo fácilmente identificable de Pig Destroyer se creó utilizando un gráfico de ANSWER Me! revista como plantilla. Relapse Records firmó con la banda y publicó un split de 7 pulgadas con Isis en la serie Singles del sello en julio de 2000. 38 Counts of Battery fue una discografía completa de los lanzamientos de Pig Destroyer hasta el año 2000, que incluía discos divididos con Gnob y el influyente screamo. act Orchid, así como su álbum debut, Explosions In Ward 6, y la demo que aseguró su contrato discográfico.
Prowler in the Yard, lanzado en 2001, fue el primero de los discos de la banda en abrirse paso realmente en lo que contextualmente podría considerarse "mainstream". ¡Obteniendo excelentes críticas de la prensa popular como Kerrang! y Terrorizer, el récord le valió a Pig Destroyer un lugar como cabeza de cartel en el New England Metal and Hardcore Festival de 2002 y en el Relapse Records CMJ Showcase de 2002, así como una posición alta en el Relapse Contamination Fest de 2003 junto a las leyendas de la escena High on Fire y The Dillinger Escape Plan ( documentado en el DVD Relapse Contamination Fest).
Terrifyer de 2004 contaba con un sonido mucho más claro que Prowler in the Yard o 38 Counts of Battery, así como letras y prosa de Hayes. El disco vino con un paisaje sonoro en DVD titulado "Natasha", que estaba destinado a ser escuchado con sonido envolvente (aunque una edición japonesa más reciente del álbum tiene "Natasha" como un CD ordinario con cuatro pistas adicionales). El guitarrista de sesión Matthew Kevin Mills, exprofesor de guitarra de Hull, grabó las partes principales de guitarra en la canción "Towering Flesh".
También está disponible una compilación de temas de los EP compartidos con Gnob y Benümb, titulada Painter of Dead Girls. El álbum presenta versiones alternativas de canciones antiguas de la era de 38 Counts (como "Dark Satellites"), una serie de canciones nuevas (como "Rejection Fetish" y "Forgotten Child") y versiones de bandas que podrían considerarse un influencia (como The Stooges y Helmet ).
Pig Destroyer ha declarado que lanzaría una serie de 9 EP divididos de 7 pulgadas en 2006. Las bandas en el reverso incluyen Orthrelm y Blood Duster ; sin embargo, todavía no se ha publicado nada. La serie de 7 pulgadas se suspendió para el lanzamiento de Phantom Limb. Sampler Blake Harrison ( Hatebeak, Triac) se unió antes de la grabación del álbum.
2007 vio el lanzamiento del álbum Phantom Limb a través de Relapse Records, completo con la carátula del álbum diseñada por John Baizley ( Baroness, Torche ).
En 2011, Harvey fue reemplazado por el baterista de Misery Index, Adam Jarvis.
El 8 de agosto de 2012, se anunció el título y el arte del quinto álbum de estudio de la banda, Book Burner. Fue lanzado el 22 de octubre de 2012. Pig Destroyer encabezó el escenario Terrorizer en el Damnation Festival en Leeds en noviembre de 2012, que marcó su primer espectáculo en el Reino Unido en ocho años.
El 4 de marzo de 2013, Pig Destroyer lanzó un EP titulado Mass & Volume a través de Bandcamp. Grabado al final de las sesiones de Phantom Limb, este EP fue lanzado como parte de un esfuerzo de caridad para beneficiar a la familia del empleado recientemente fallecido de Relapse Records, Pat Egen. En septiembre de 2013, Adult Swim lanzó la canción "The Octagonal Stairway" como parte de la serie de singles de Adult Swim de 2013. En octubre de 2013, el primo de Adam Jarvis, John Jarvis, se unió a Pig Destroyer como el primer bajista de la banda. En 2014, "The Diplomat" (fuera de Book Burner ) apareció de manera destacada en el final de la tercera temporada del programa de televisión Workaholics de Comedy Central. En 2015, Relapse anunció una reedición de lujo del álbum Prowler In The Yard de la banda de 2001, que incluía una versión remezclada y remasterizada del álbum en varios formatos limitados, así como música, fotos y otro contenido inédito.
El 17 de octubre de 2017, se anunció que Pig Destroyer había ingresado al estudio para comenzar a grabar su sexto álbum. El álbum estaba programado para su lanzamiento en el verano de 2018. El 14 de mayo de 2018, se reveló el título del álbum, Head Cage, y la fecha se retrasó hasta septiembre del mismo año.
Se han realizado al menos siete videos promocionales oficiales de canciones de Pig Destroyer: "Piss Angel", de Prowler in the Yard ; "Gravedancer", de Terrifier ; "Repugnante", de Phantom Limb ; "El Diplomático", de Book Burner ; "Army of Cops", "The Torture Fields" y "Mt. Skull" de Head Cage. Los primeros tres se emitieron en Headbangers Ball de MTV2, y cada video se reprodujo más que el anterior. El video de "Piss Angel" debutó en el programa el 14 de agosto de 2004 y fue dirigido por Kenneth Thibault y Nathaniel Baruch. El video de "Gravedancer" fue dirigido por Vladimir Lik y lanzado en 2007. El video de "Loathsome" fue dirigido por David Brodsky y debutó a finales de 2007. El video de "The Diplomat" fue dirigido por Phil Mucci y lanzado el 26 de octubre de 2012. El video de "Army of Cops" fue lanzado en YouTube el 10 de julio de 2018. David Brodsky volvió a dirigir el video. Le siguieron los lanzamientos de "The Torture Fields" el 8 de agosto, dirigida por Frank Huang, y "Mt. Skull", que contó con el actor de Better Call Saul, Josh Fadem, el 29 de agosto, anunciado a través de Kerrang.
A principios de 2019, John Jarvis fue despedido de la banda y reemplazado por el guitarrista de Lody Kong, Travis Stone. El 28 de agosto de 2020, Pig Destroyer lanzó su nuevo EP, The Octagonal Stairway.

## Influencias
Scott Hull ha mencionado al artista Matthew Barney, al autor Dennis Cooper y a los músicos de noise Whitehouse como influencias en su música. Pig Destroyer está inspirado en el thrash metal, como Dark Angel y Slayer, el sludge metal de The Melvins y el grindcore fusionado con death metal (deathgrind) practicado por Brutal Truth.

## Miembros

### Actualidad
- J. R. Hayes – vocales (1997–present)
- Scott Hull – guitarras (1997–present)
- Blake Harrison – electrónicos (2006–present)
- Adam Jarvis – baterías (2011–present)
- Travis Stone – bajos (2019–present)

### Pasado
- John Evans – baterías (1997–1998)
- Brian Harvey – baterías (1998–2011)
- John Jarvis – baterías (2015–2019)

## Discografía

### Álbumes de estudio
- Explosions in Ward 6 (1998)
- Prowler in the Yard (2001)
- Terrifyer (2004)
- Phantom Limb (2007)
- Book Burner (2012)
- Head Cage (2018)